# Panoploscelis specularis
Panoploscelis specularis är en insektsart som beskrevs av Max Beier 1950. Panoploscelis specularis ingår i släktet Panoploscelis och familjen vårtbitare. Inga underarter finns listade i Catalogue of Life.

## Bildgalleri

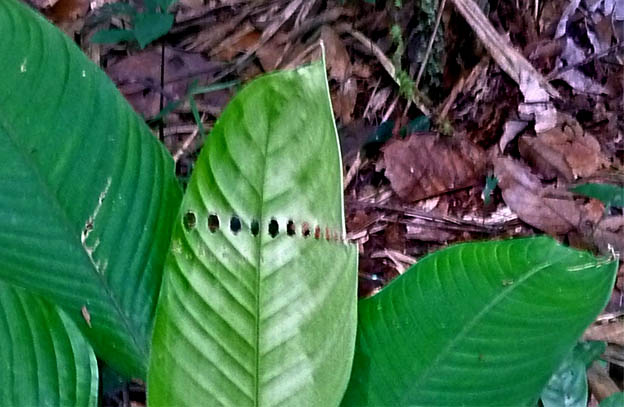
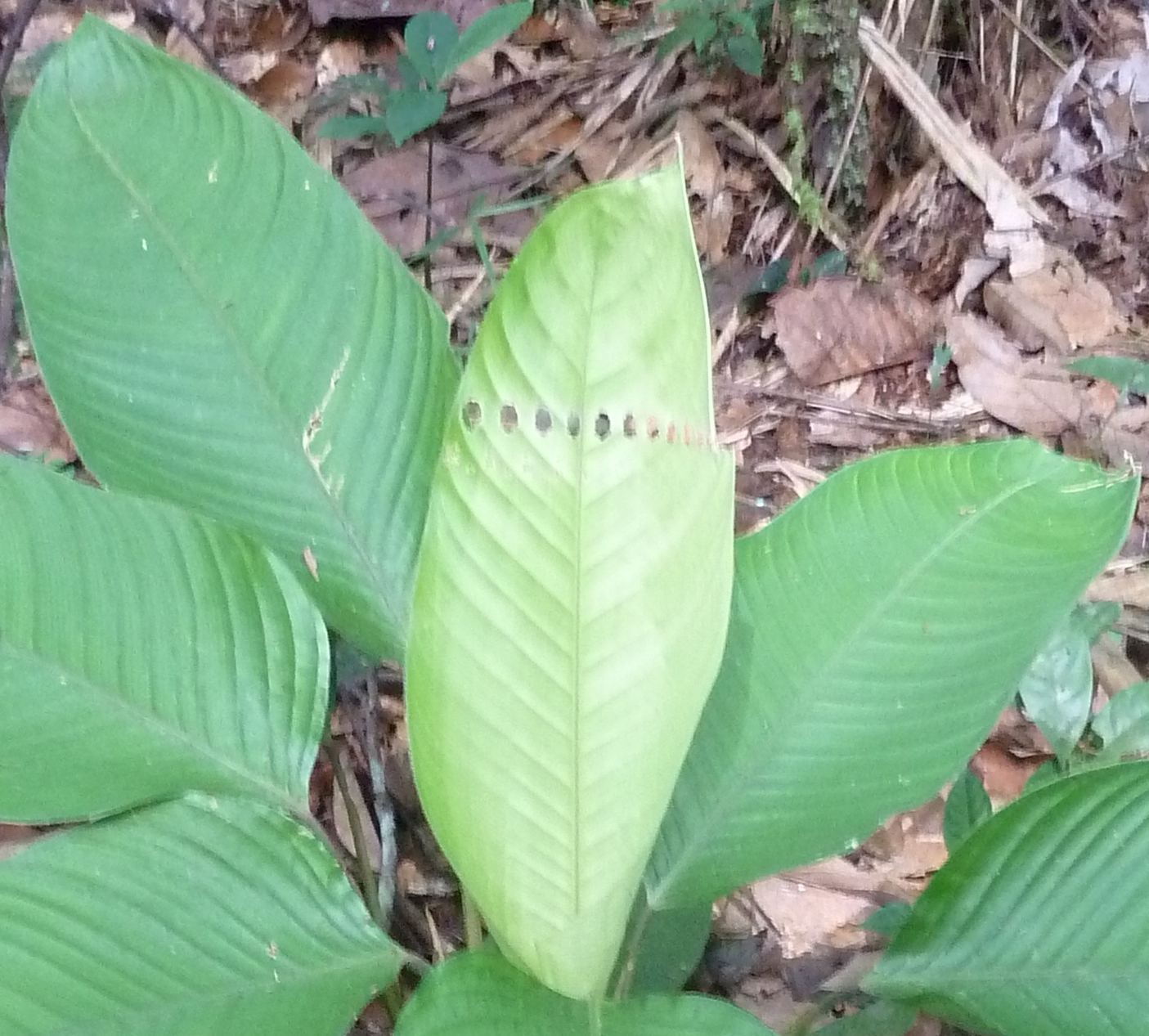
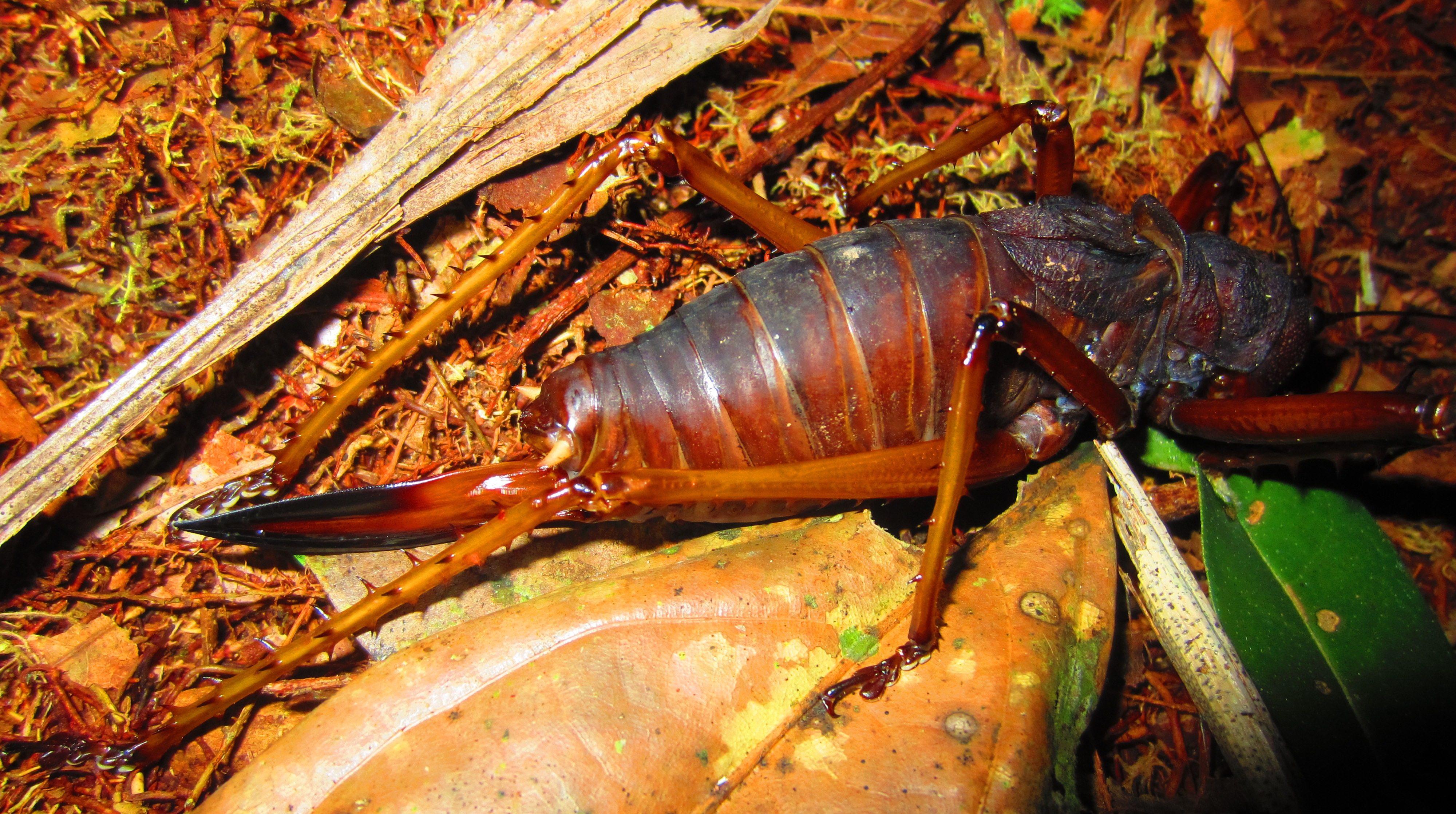
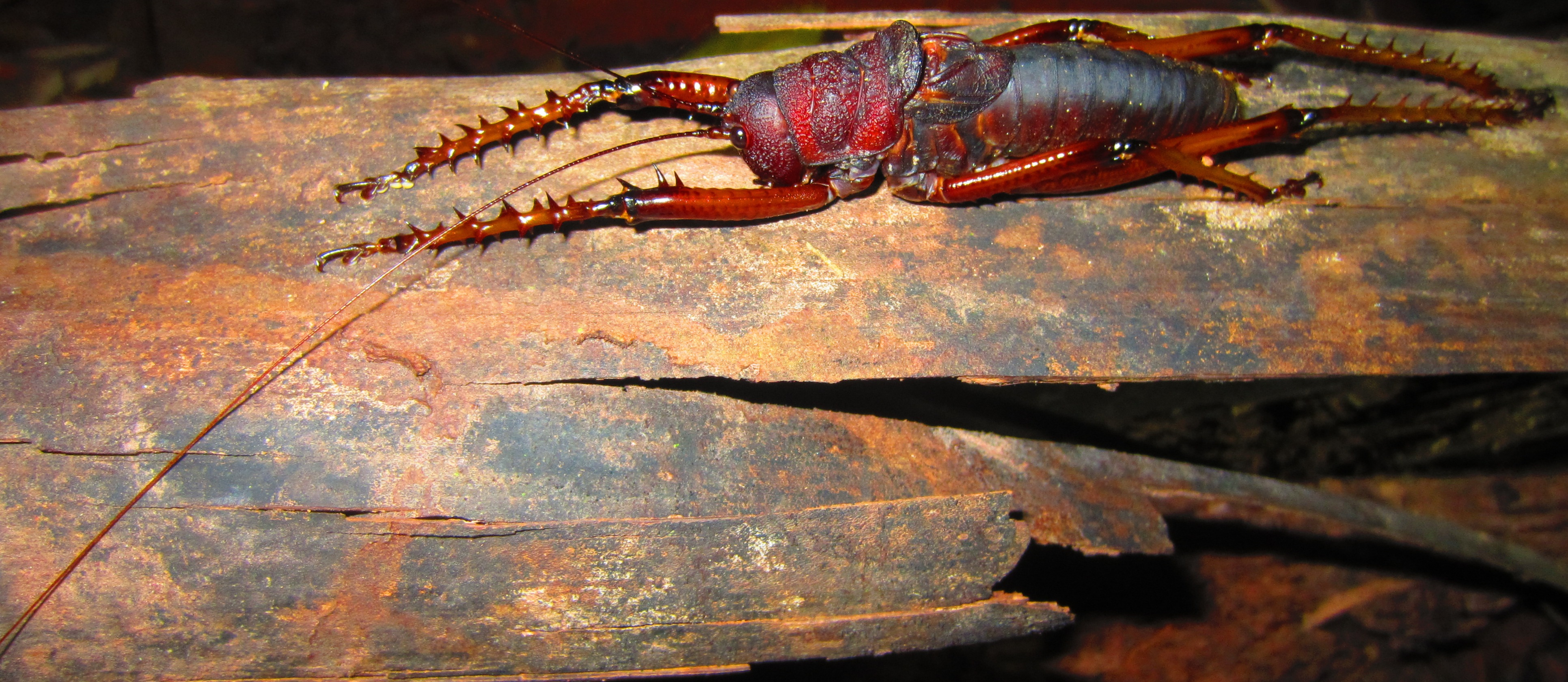
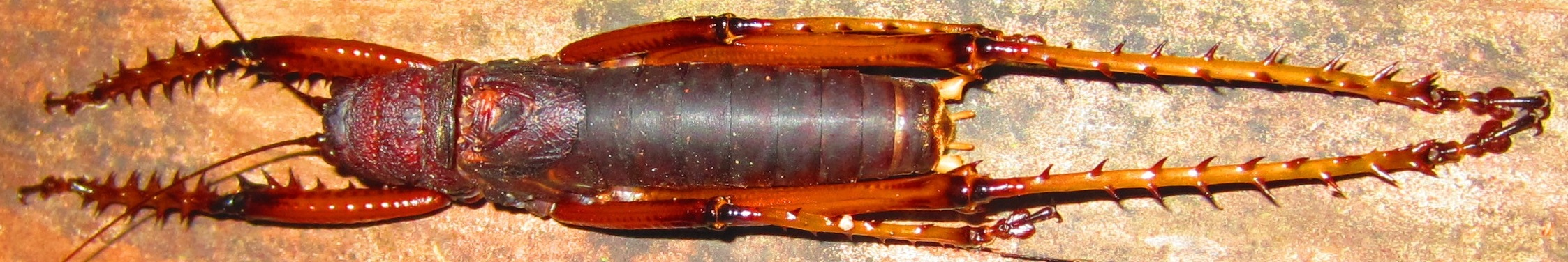
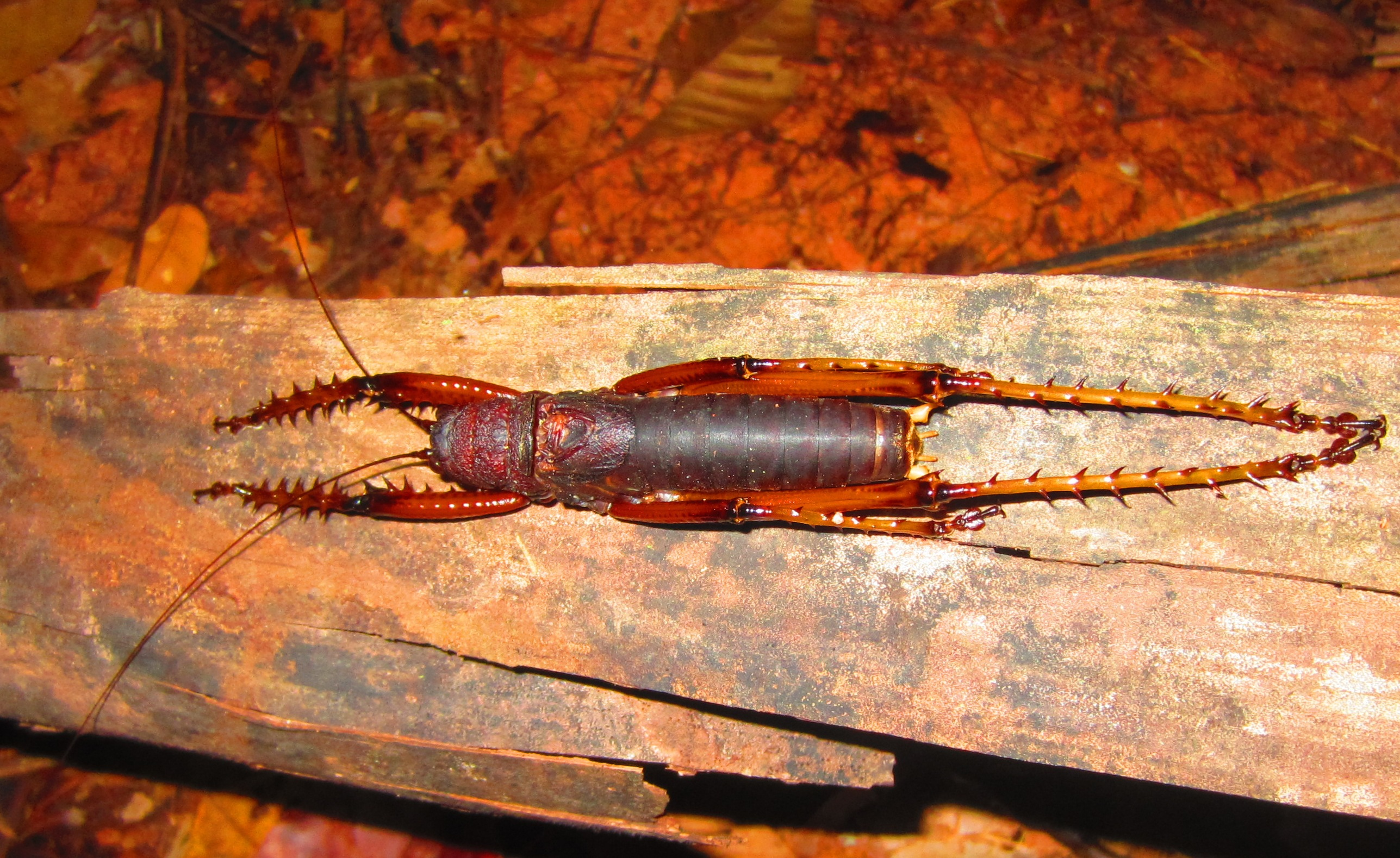